# The Woman and the Puppet (film fra 1920)
The Woman and the Puppet er en amerikansk stumfilm fra 1920 af Reginald Barker.

## Medvirkende
- Geraldine Farrar som Concha Perez
- Lou Tellegen som Don Mateo
- Dorothy Cumming som Bianca
- Bertram Grassby som Philippe
- Macey Harlam som El Morenito
- Cristina Pereda som Pepa
- Amparito Guillot som Mercedes
- Milton Ross som Miguel
- Rose Dione